# Näsijärvi
Näsijärvi (nebo také jen Näsi) je jezero v jihozápadním Finsku v provincii Pirkanmaa. Je to 16. největší jezero Finska. Má rozlohu 257 km² a dosahuje maximální hloubky 58 m. Leží v nadmořské výšce 95 m a je na něm 598 ostrovů.

## Pobřeží
Břehy jezera jsou vysoké, zalesněné a velmi členité.

## Vlastnosti vody
Zamrzá obvykle v prosinci a led taje v květnu. Led je na jezeře průměrně 148 dní v roce. Od roku 1836 zamrzlo nejdříve 7. listopadu 1910 a nejpozději 31. ledna 2008 Rozmrzlo nejdříve 16. dubna 1921 a 1990 a nejpozději 17. června 1867.

## Vodní režim
Na severu je krátkým průtokem spojené s jezerem Vankavesi. Voda z něj odtéká na jih do jezera Pyhäjärvi, se kterým je Näsijärvi spojeno krátkou spojovací řekou Tammerkoski (délka 2 km, převýšení 18 m), s dvěma zdymadly a vodní elektrárnou. Odtok vody z jezera je regulovaný jezem.

## Využití
Na jezeře je rozvinutá vodní doprava, především rekreační. Dříve se využívalo k přepravě dřeva. Na jižním konci jezera leží město Tampere.

## Historie
Näsijärvi vzniklo po ústupu ledovce na konci doby ledové, před 9 000 lety . Bylo odděleno od Ancylového jezera. Původně voda z jezera odtékala směrem na sever, protože celá Skandinávie byla díky hmotnosti ledovce nakloněna. Pozůstatky koryta řeky odvádějící vodu do Lapuanjoki jsou dodnes patrné. V době asi před 7 000 lety si voda našla novou, jižní, cestu a vytvořila dnešní Tammerkoski. Později vzestup pevniny způsobil oddělení severní části jezera Näsijärvi.